# 長江三峡下り

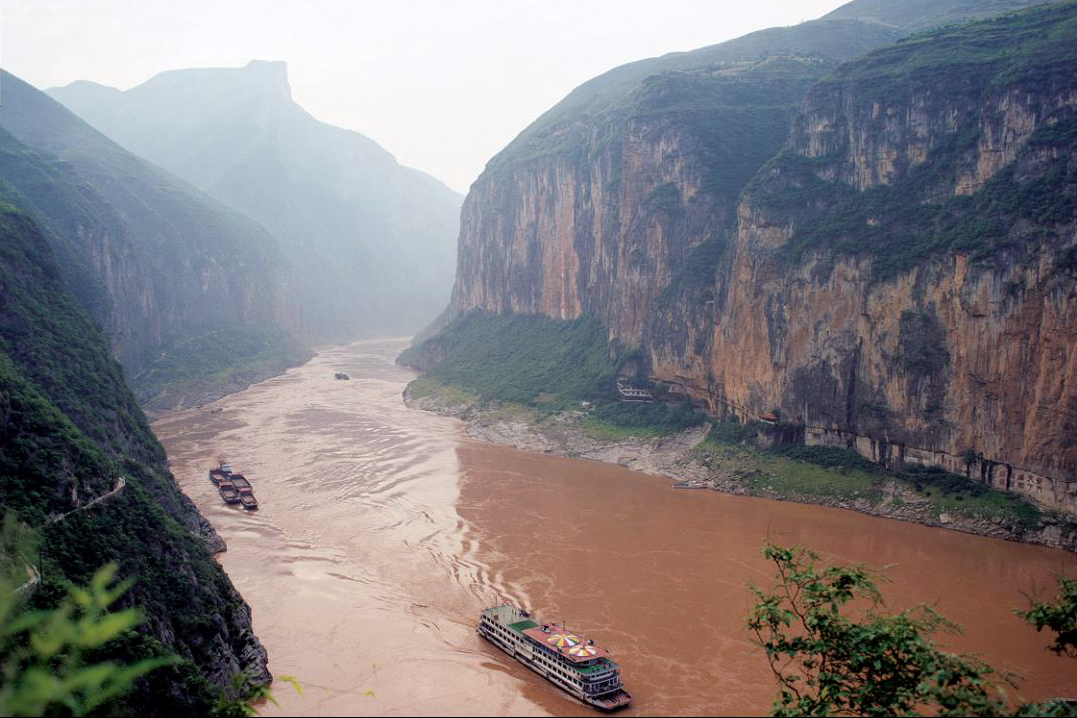
瞿塘峡を航行（三峡ダム完成前の1999年）

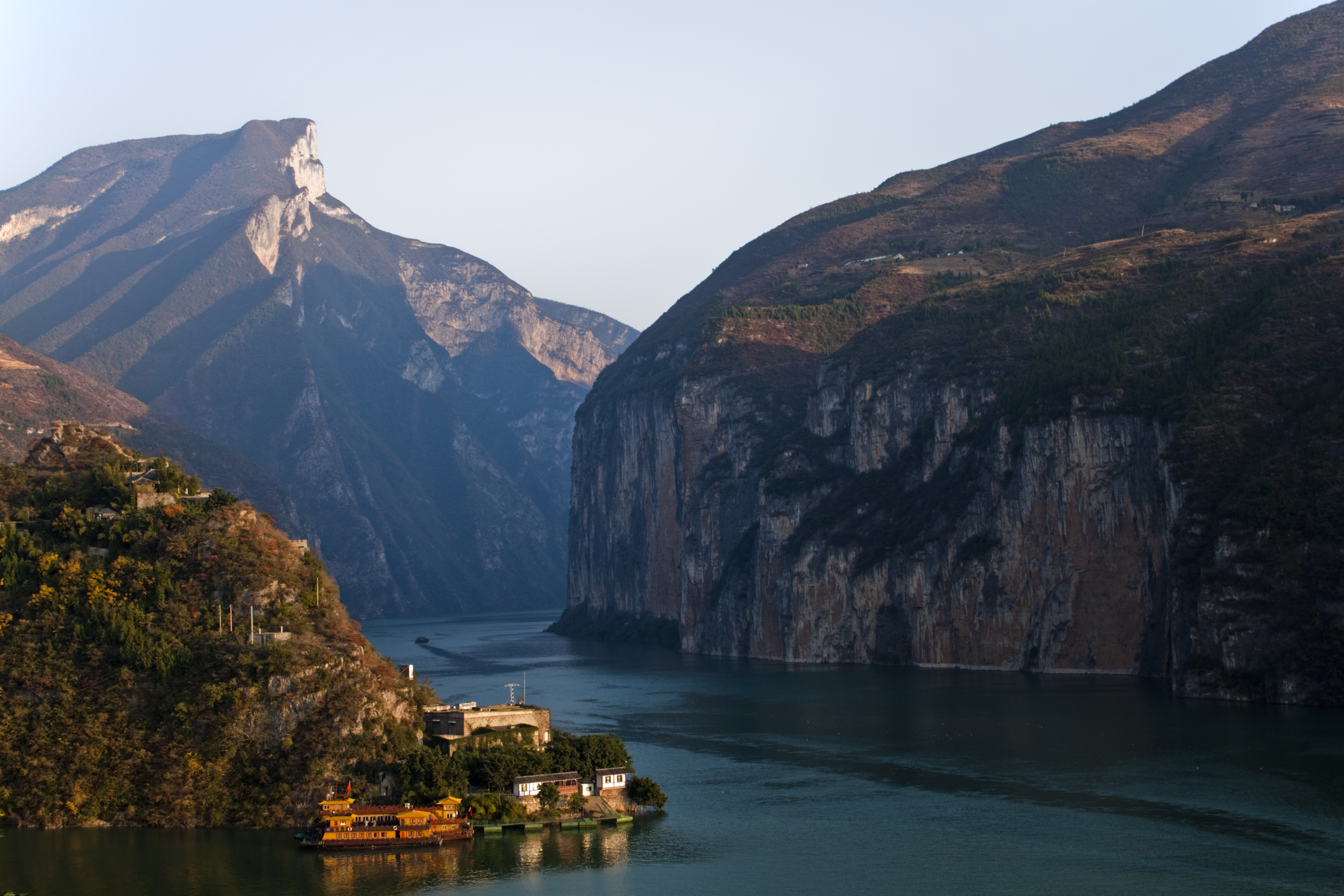
瞿塘峡を航行（三峡ダム完成後の2006年）

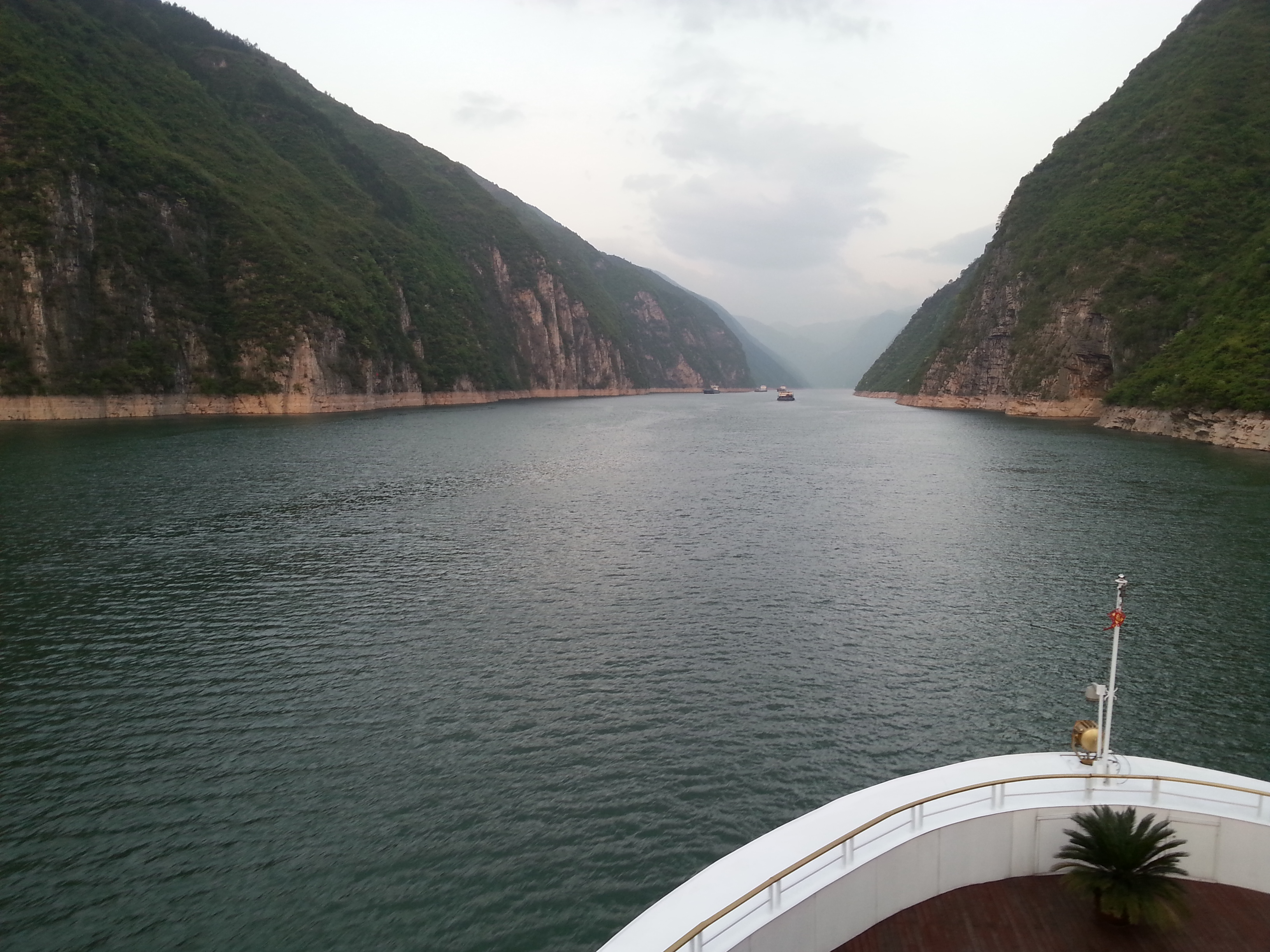
巫峡を航行（2015年）

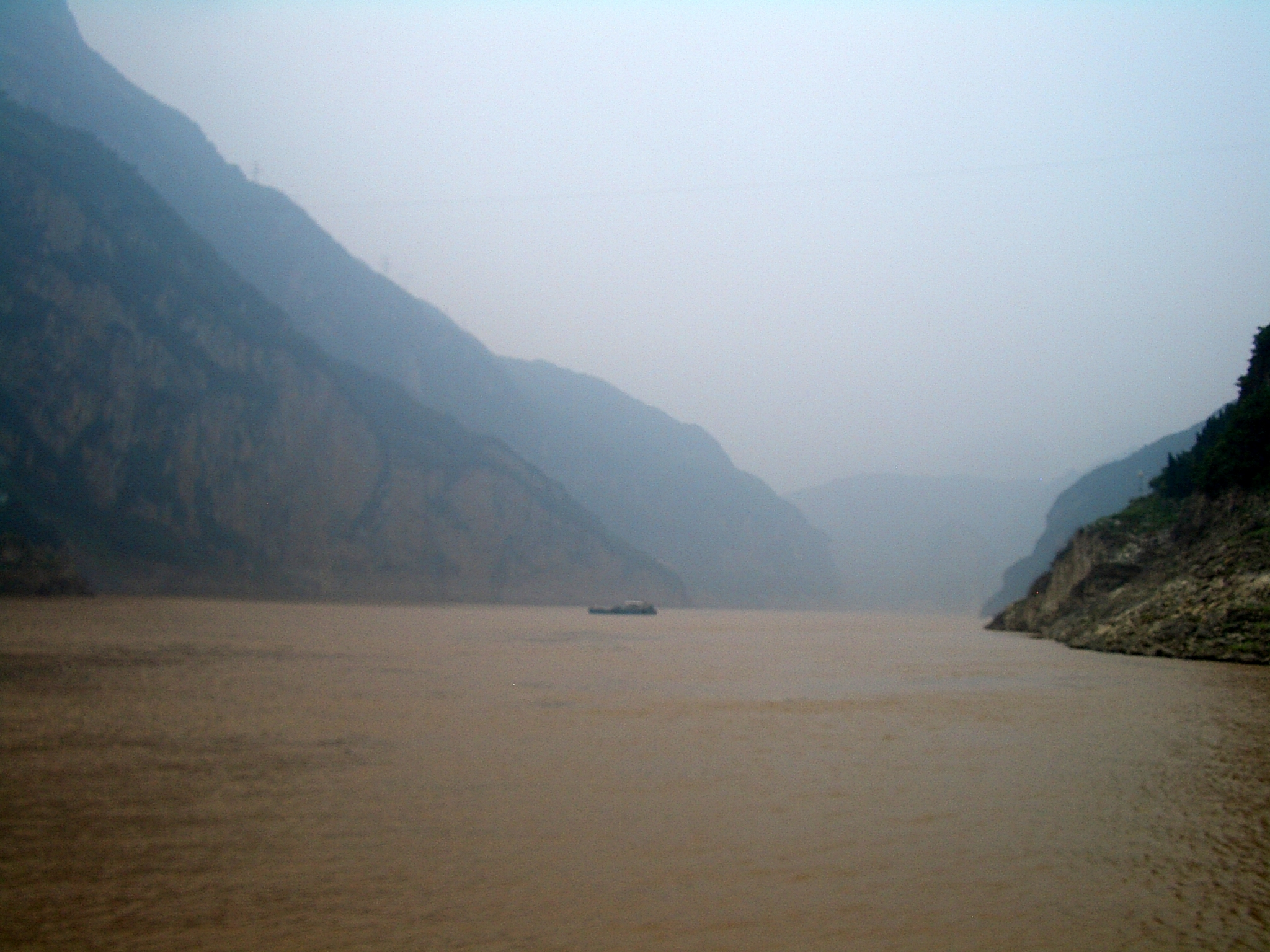
西陵峡を航行（2015年）

長江三峡下り（ちょうこうさんきょうくだり）は、「三峡」が他にもあるが単に「三峡下り」ともいい、長江の中流、特に長江三峡を船で下ることである。

## 三峡下りの歴史
長江の三峡下りは、古来「天然画廊」、「人間仙境」として古くから親しまれてきた。  唐の詩人・李白が「早に白帝城を発す」と題して「朝に辞す白帝彩雲の間、千里の江陵一日にして還る、両岸の猿声啼いて住（や）まざるに、軽舟已に過ぐ万重の山」と詠んだのも、まさに三峡下りで通過する行程であった。

## 現地発の三峡下り
現代の現地発の代表的な観光では、三峡下りは通常重慶市が出発点で、朝天門埠頭（朝天門）あたりで観光船に夕方乗船して、４泊５日だと次のような観光地を船から見たり、一時下船して観光したりして、湖北省宜昌市が終点になる。 
- 重慶市朝天門埠頭で乗船 - 夜間乗船では夜景が美しい
- 豊都で一時下船して「豊都鬼城」を観光
- 石宝塞で一時下船して観光 - しばしば夜間になるのでスキップ
- 奉節（三峡ダムに沈んだ家の人たちの大ビル群の町）で下船して白帝城を観光
- 瞿塘峡を船上で見る
- 巫山で中型船に乗り換えて小三峡を船から見て、さらに小さな船に乗り換えて小々三峡を船から見る
- 巫峡を船から見る
- 巴東長江大橋の下を通過 - 中国G209国道（China National Highway 209、フフホト市 - 巴東 - 北海市）の斜張橋 [3]
- 西陵峡を船から見る - 夜間に通過する場合もある
- 三峡ダムの５段ロックゲートを通過する様を船上で見る - この日は三峡ダム見学なので未明のこととなる
- 三峡ダム下で下船し、壇子嶺という小山へ登り三峡ダムとダム湖と二列の（下り・上り）５段ロックゲートを見下ろす
- 黄梅峡を船上で見る
- 葛洲ダムのずっと上流の宜昌市三游洞埠頭などで終点、下船

## 近隣諸国からのツアー
なお、日本からのツアーでは全体で6泊7日で 、三峡下りの前に重慶市を観光し、川下りでは上の現地発の三峡下りに
- 巫山県神女渓を中型船に乗り換えて船から見る
- 巴東県神農渓を中型船に乗り換えて船から見て、さらに小舟に乗って少数民族のトゥチャ族に会う

を追加して、黄梅峡の後は
- 葛洲ダムを通過
- 宜昌市内の主要埠頭で終点、下船

さらに荊州市を観光して、武漢市を観光して帰国するようにしている。

## その他の三峡下りツアー
宜昌市からさらに下って、赤壁を見て、武漢まで行く船もあれば、さらに下って南京・揚州・上海まで行く船もある。 

## クルーズ船
いくつかの船会社がクルーズを行っていて、大型遊覧船はビクトリア・クルーズ（Victoria Cruises）、総統クルーズ（President Cruises）、新世紀クルーズ（New Century Cruises）、長江黄金クルーズ（Yangtze Gold Cruises）、長江クルーズ（Changjiang Cruises、中国外運 Sinotrans & CSCによる）などが運営している。長江黄金クルーズに例を取ると、長江黄金1号 - 8号までの遊覧船がある。  クルーズ船にもホテルと同じような5つ星、4つ星の等級があり、海外からのツアーや国内からでも外国人のツアーは5つ星船舶を使っている。 
こうした大型船では、毎晩何かしらのパーティー、乗組員による歌と踊り、ファッションショー、操舵室の見学、（外国人には）船長との夕食などもある。

## 三峡上り
長江を下った遊覧船は元の港へ遡る必要があり、長江を遡る「三峡上り」ともいうべきツアーも盛んにおこなわれている。上りは下りよりツアー日数が1日以上多く必要になる。

## 写真集

長江川下りの写真アルバム（長江の上流から下流へ）
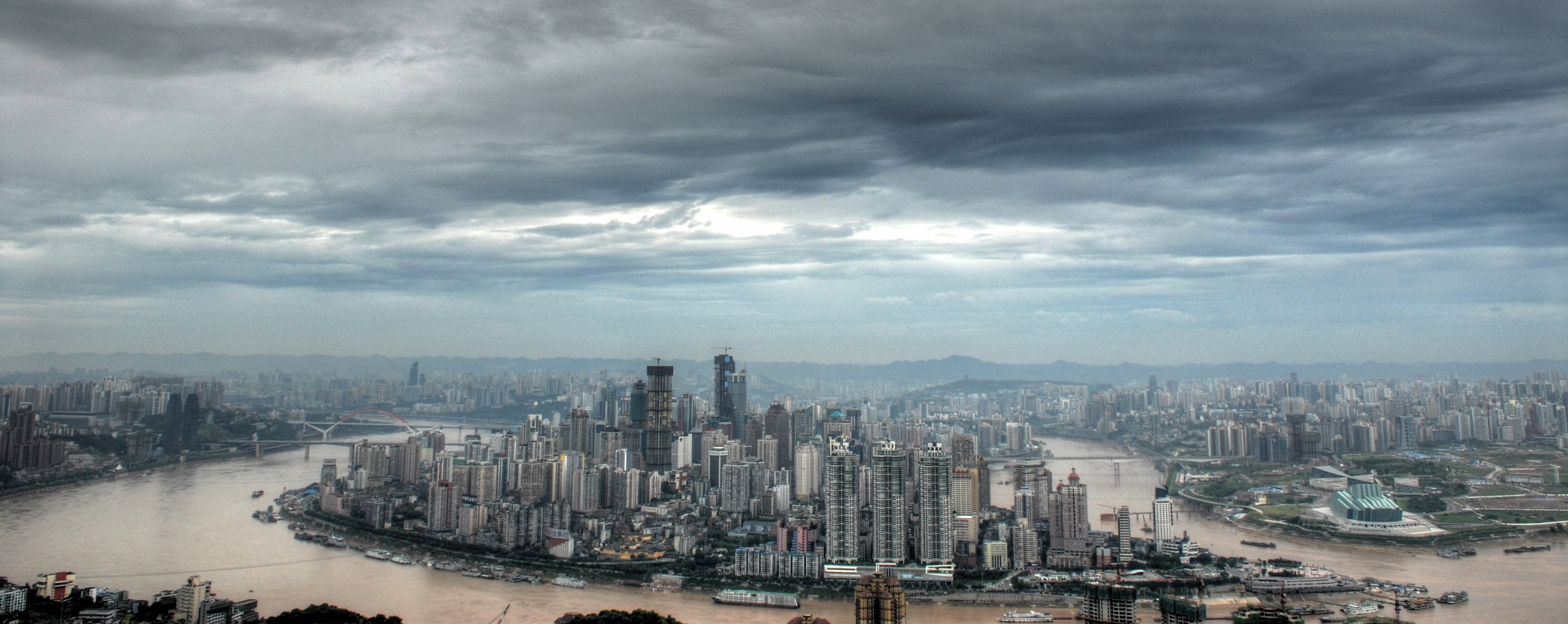
重慶では長江が手前左から右へ。出発点は長江の左岸の朝天門埠頭
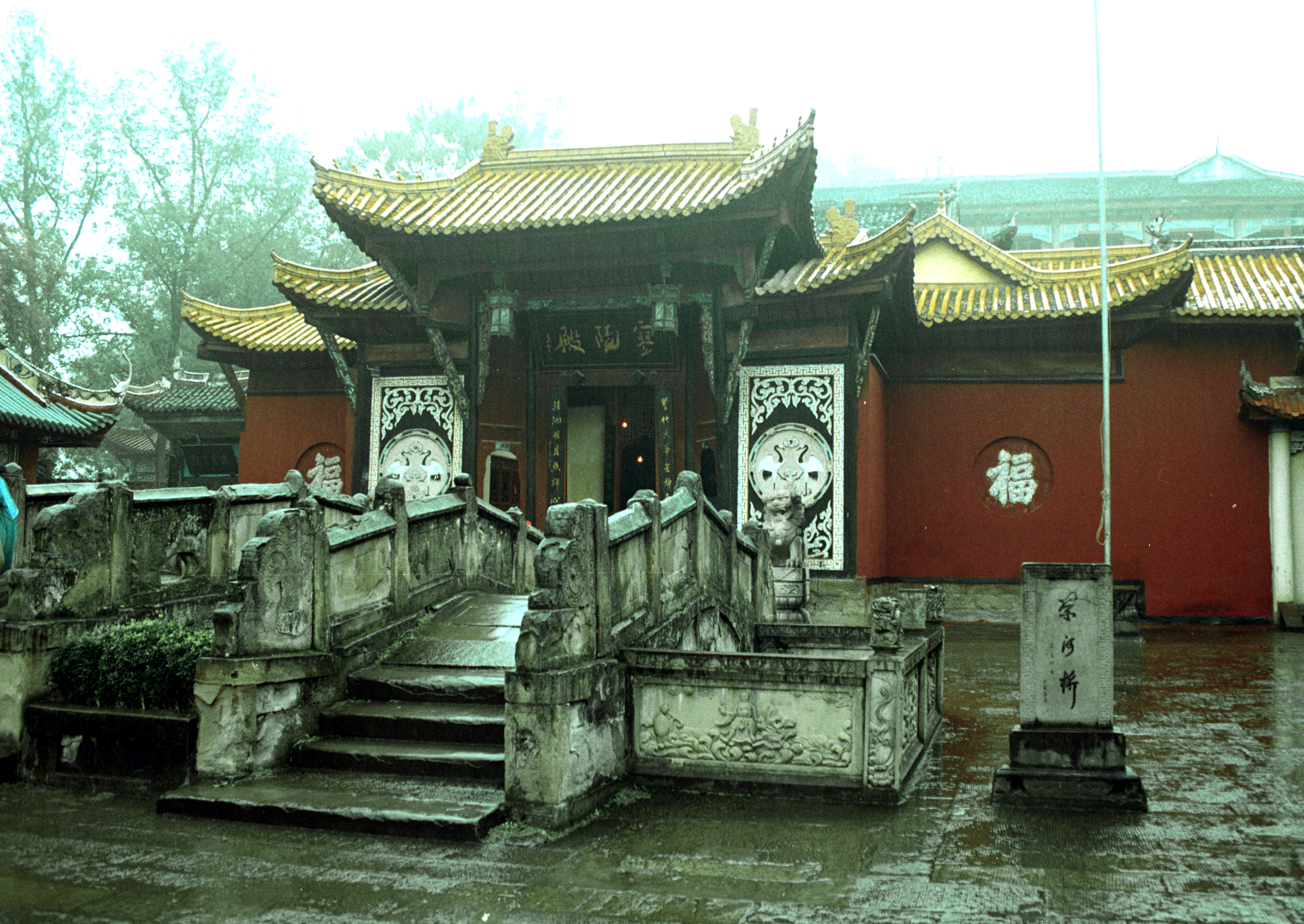
豊都で一時下船して、「豊都鬼城」（道教と仏教の社寺）を見学
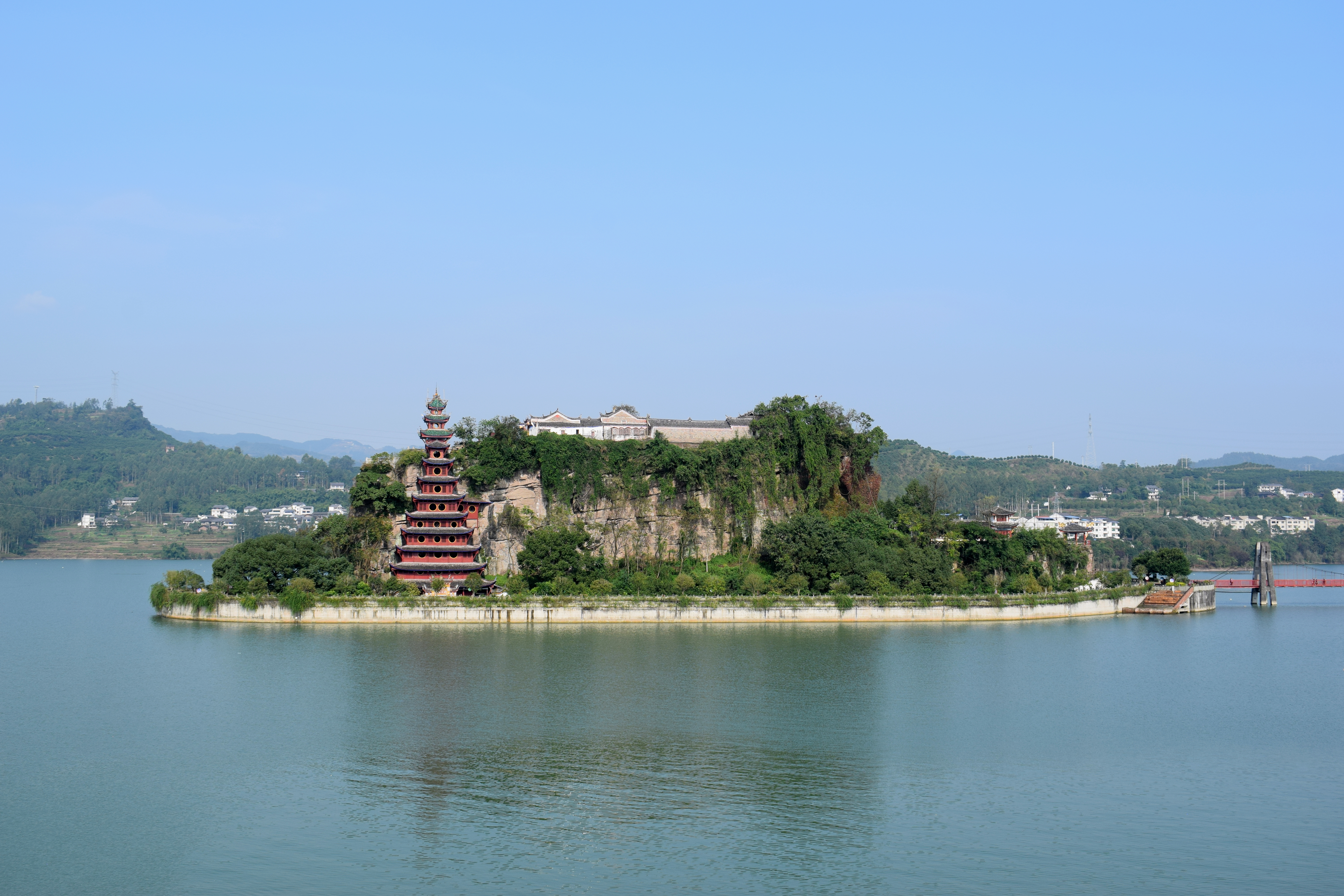
三峡ダム完成後の石宝寨
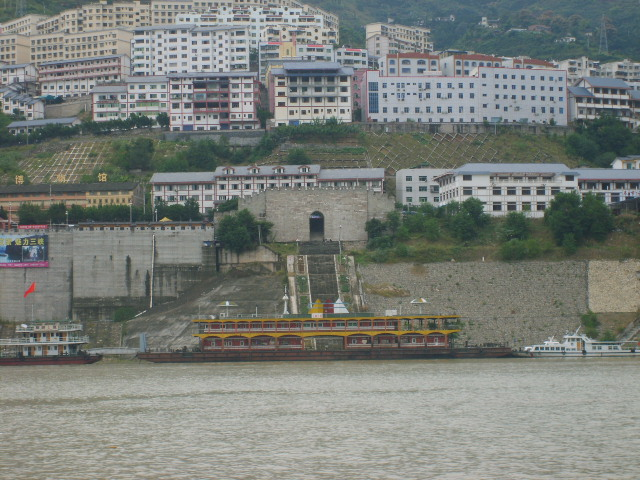
奉節の埠頭で [11] 一時下船して白帝城へ移動
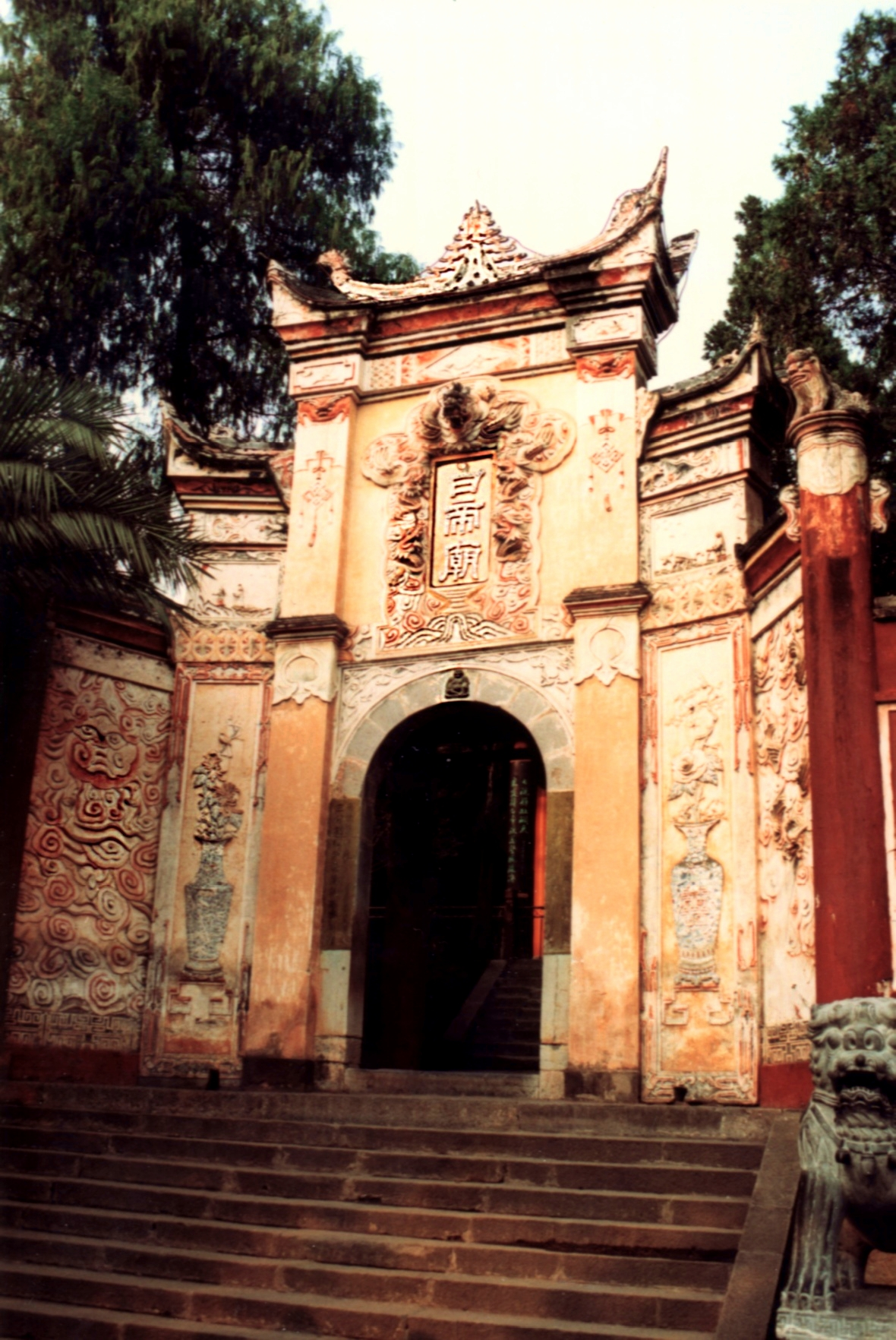
バスにも乗って、白帝城入り口へ
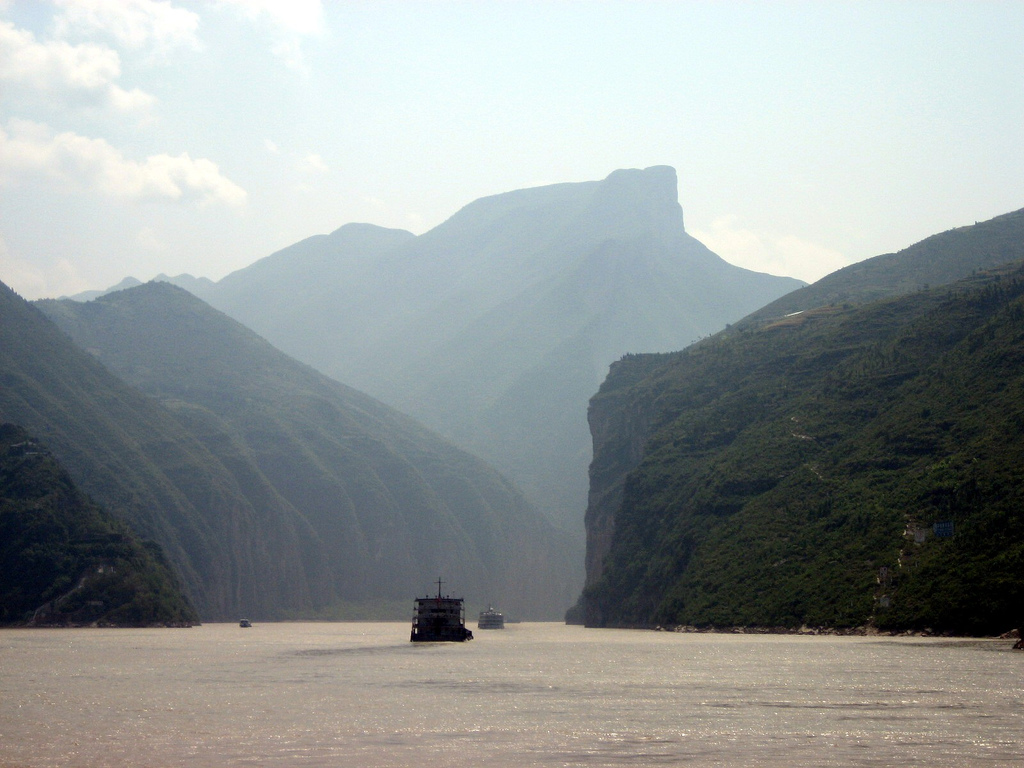
瞿塘峡の入り口・夔門（きもん）
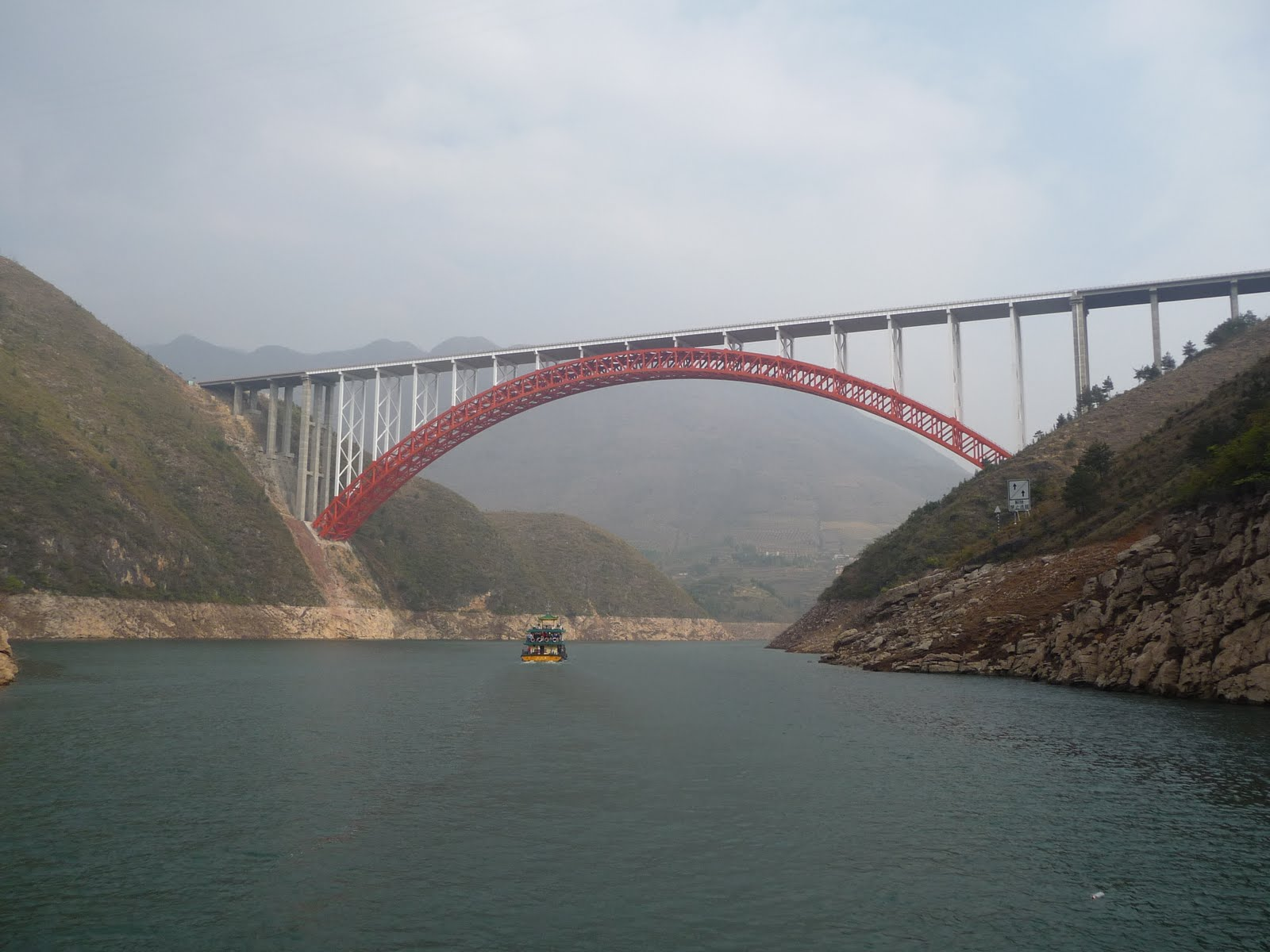
巫山で一時下船し、「小三峡」へ入り大寧河大橋の下を通過
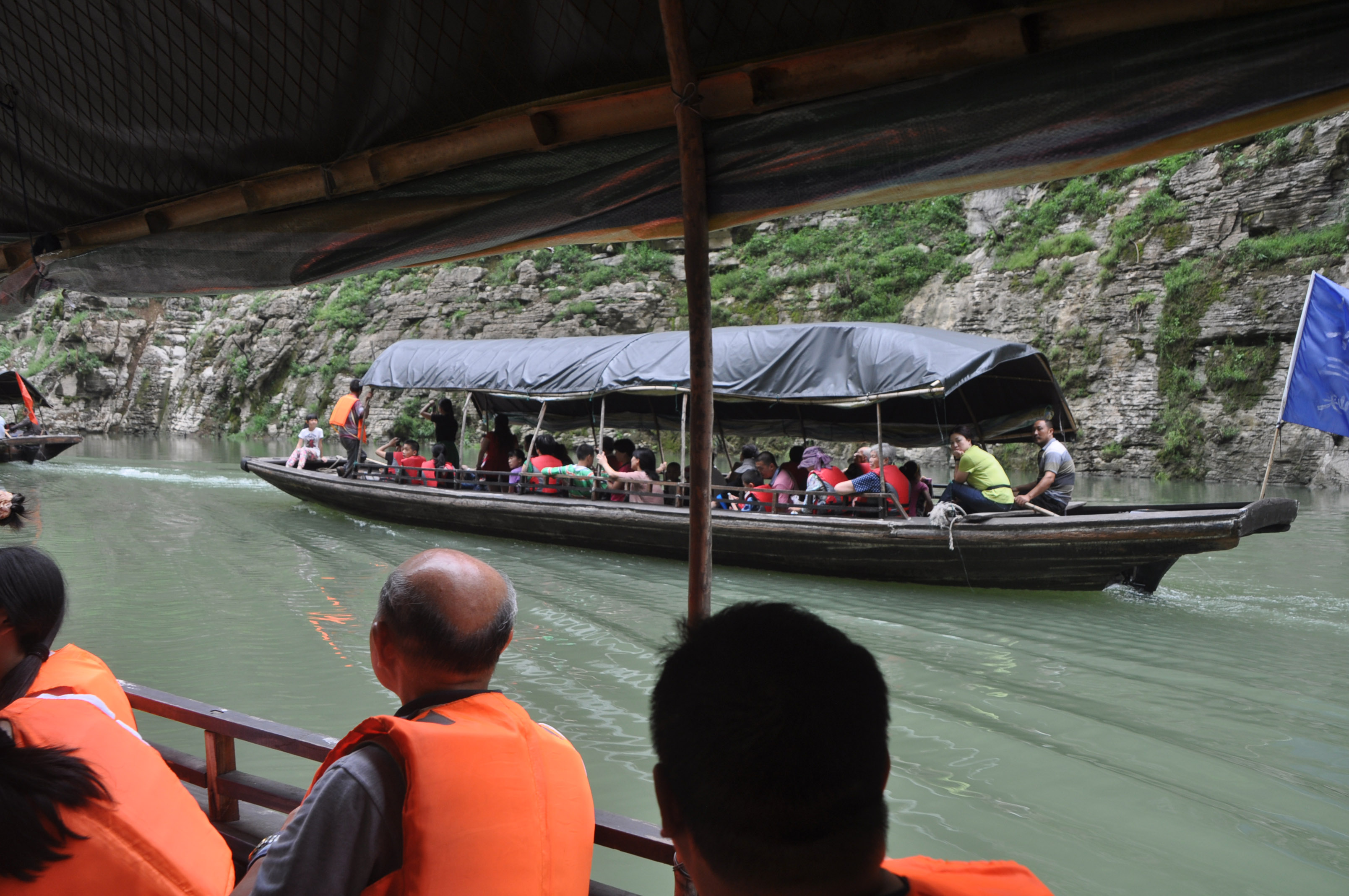
さらに小舟に乗り換えて馬渡河の「少々三峡」を見る
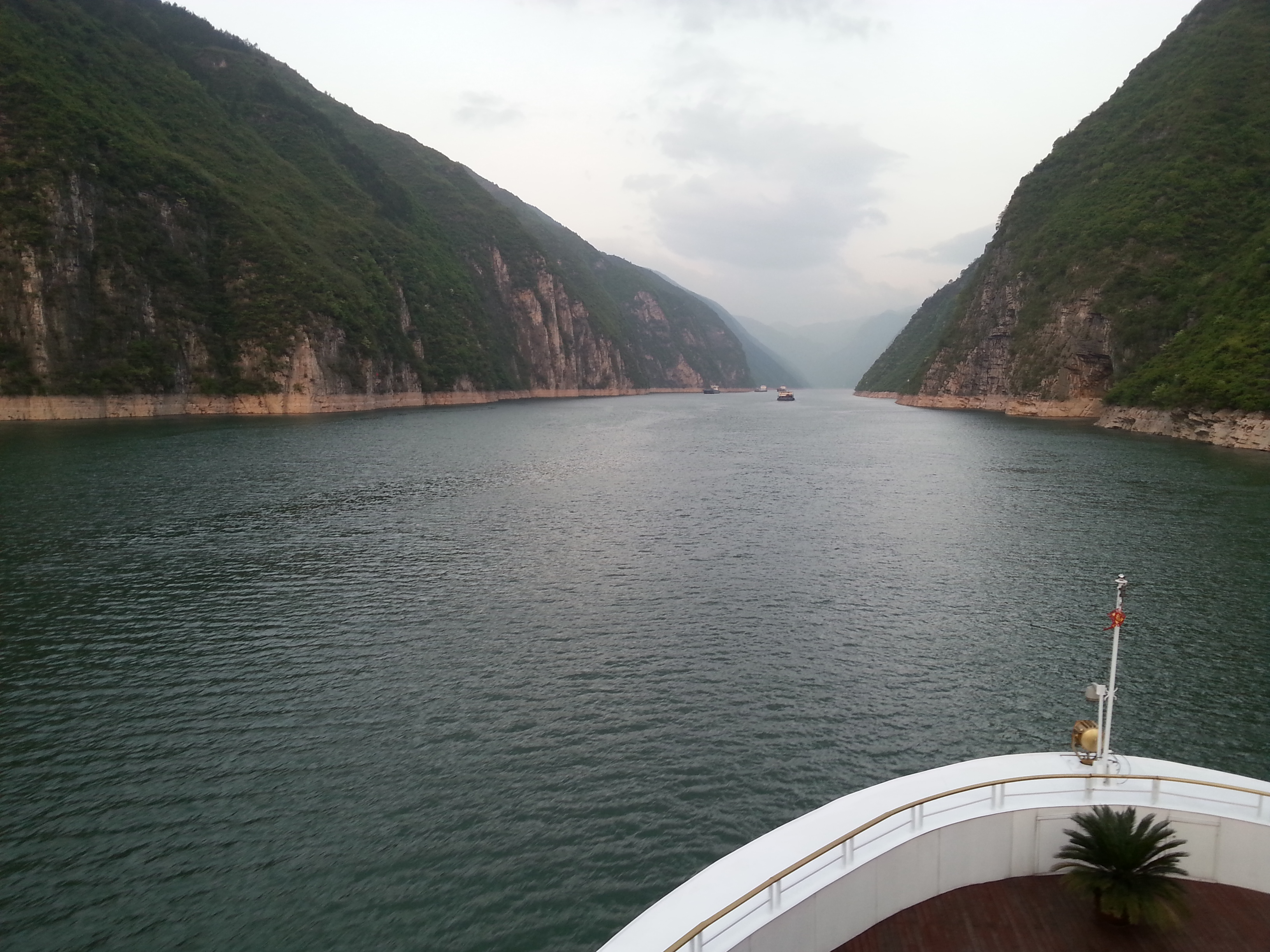
巫峡を通る
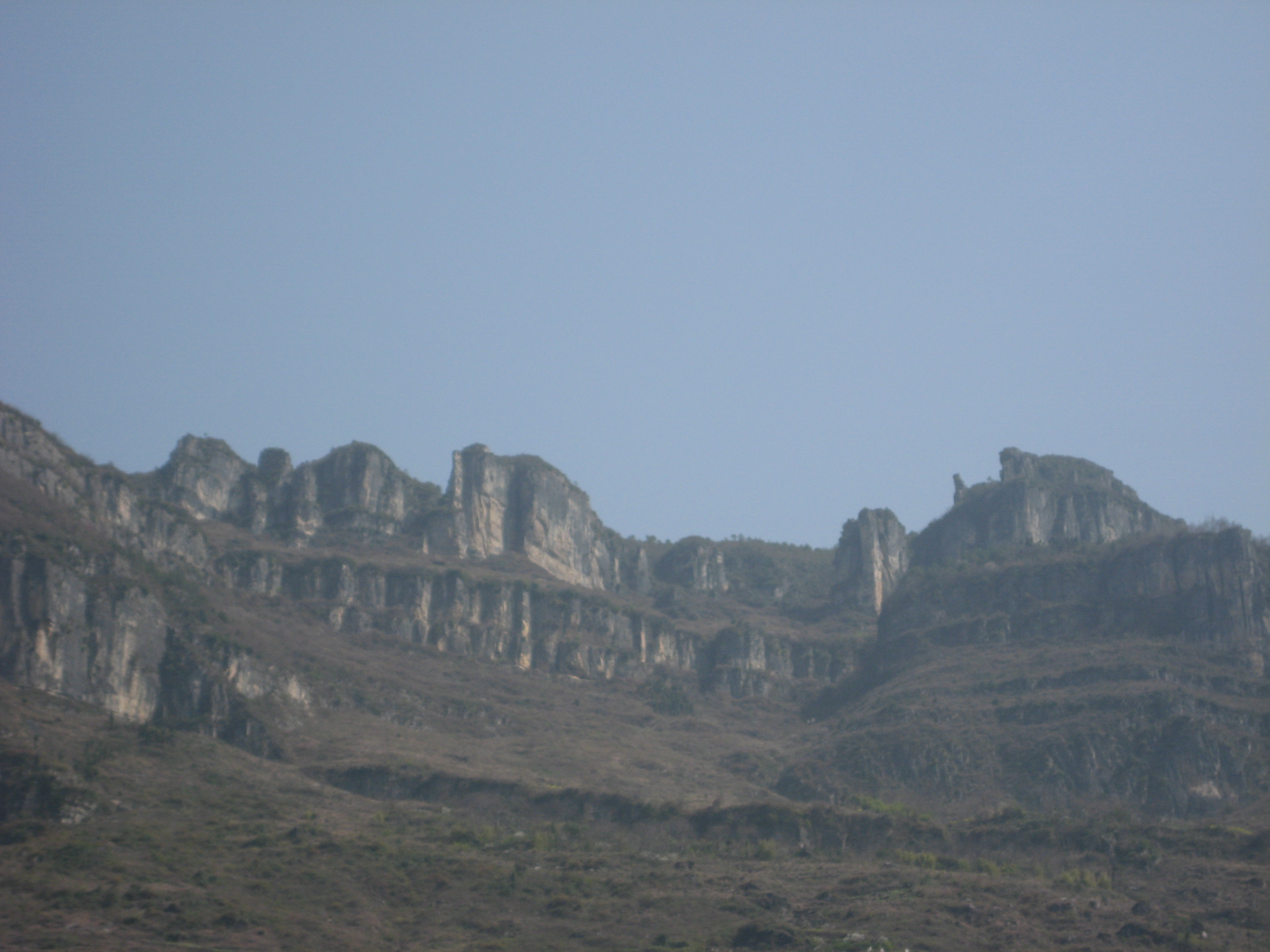
巫山十二峰（神女峰など）を見る
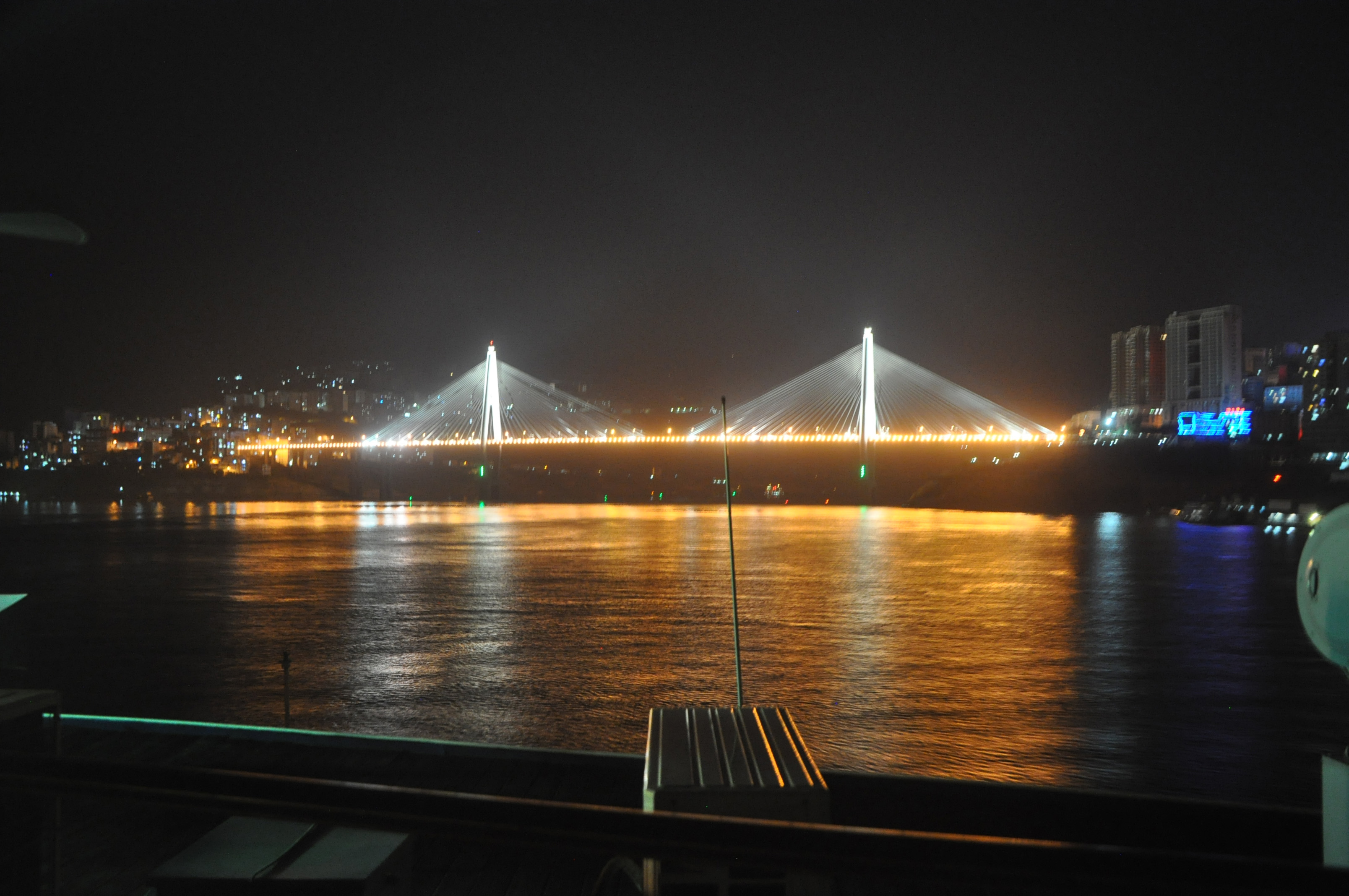
巴東長江大橋の夜景
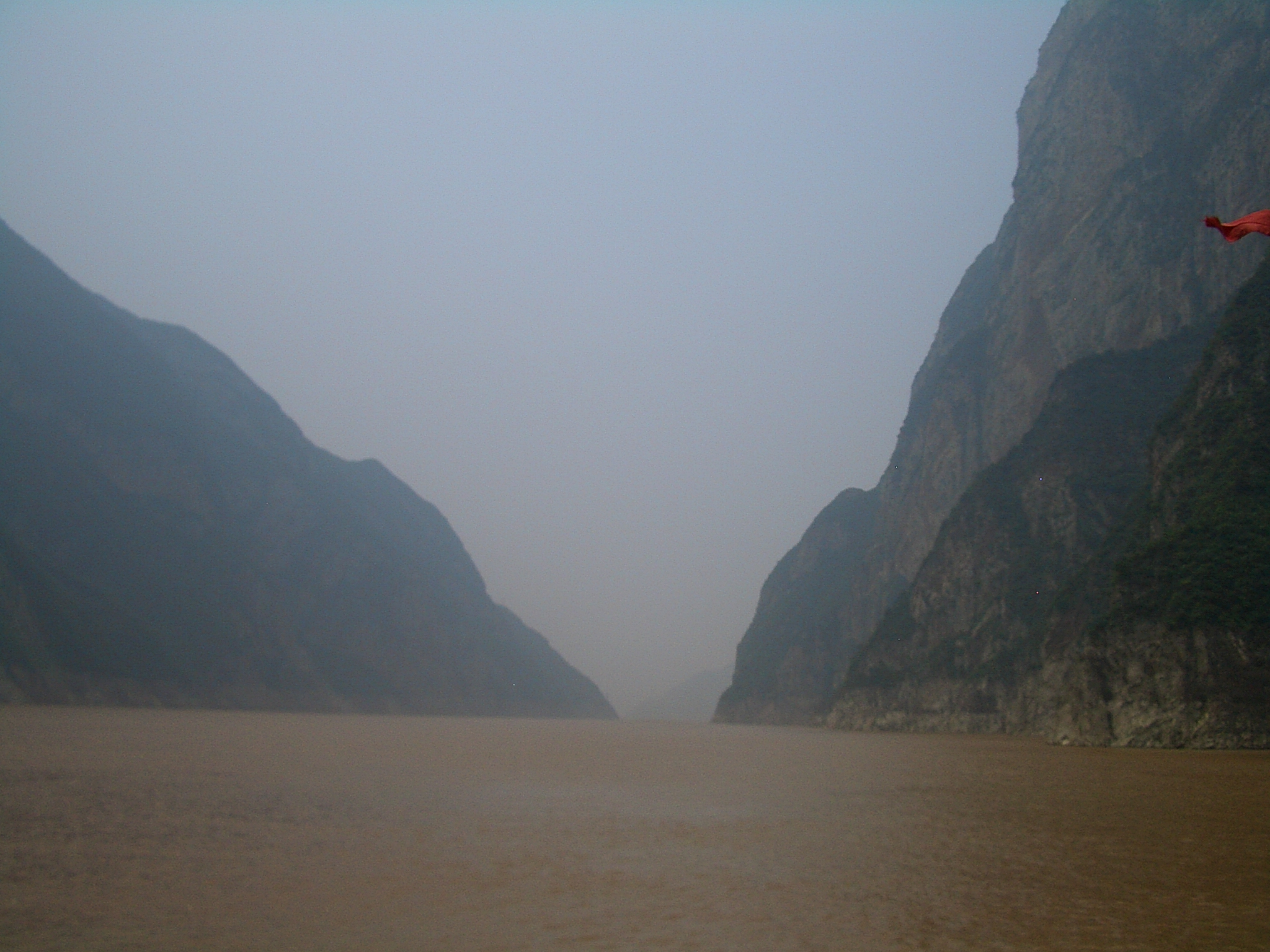
西陵峡を通過
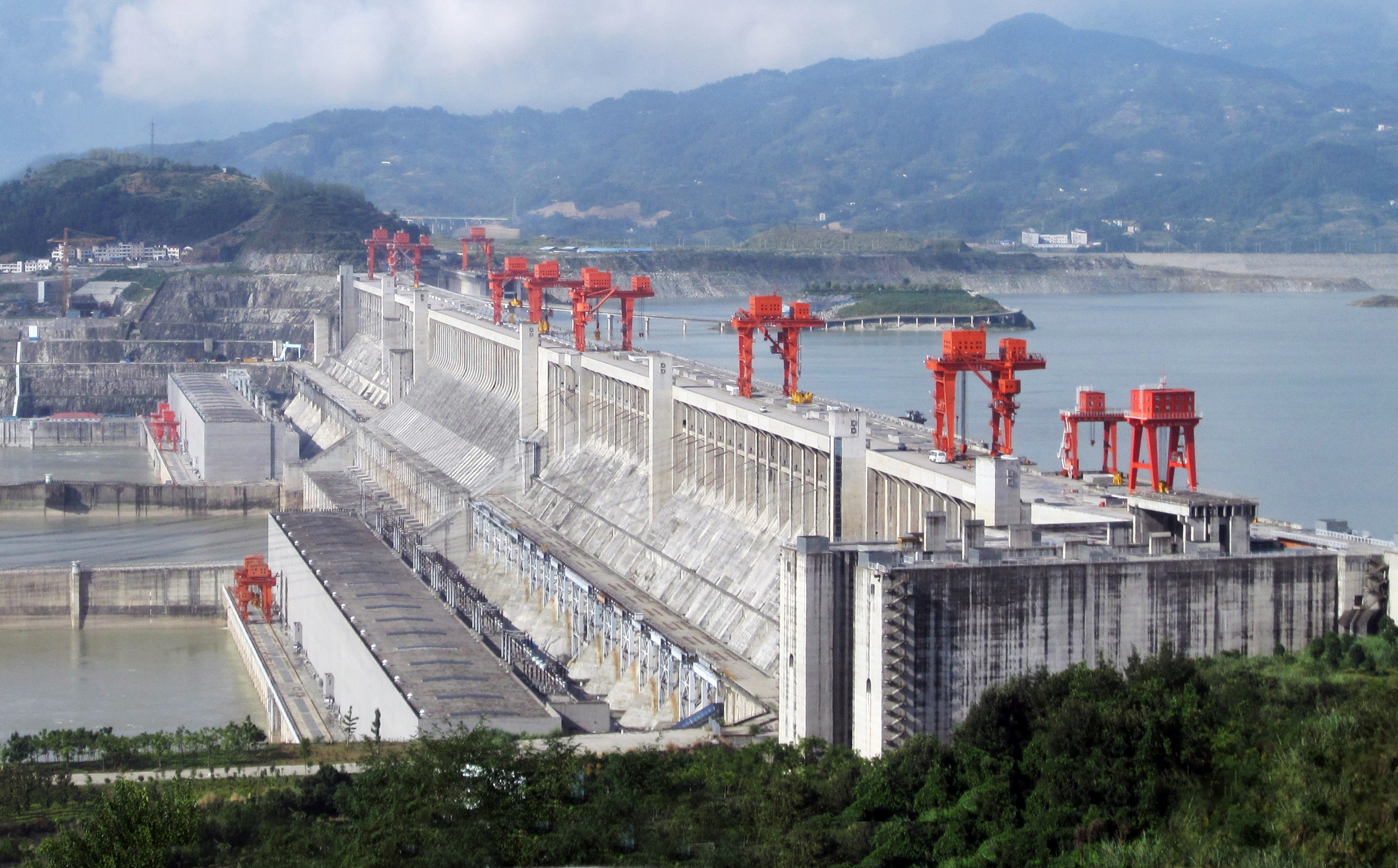
壇子嶺から西へ、三峡ダムを眺める
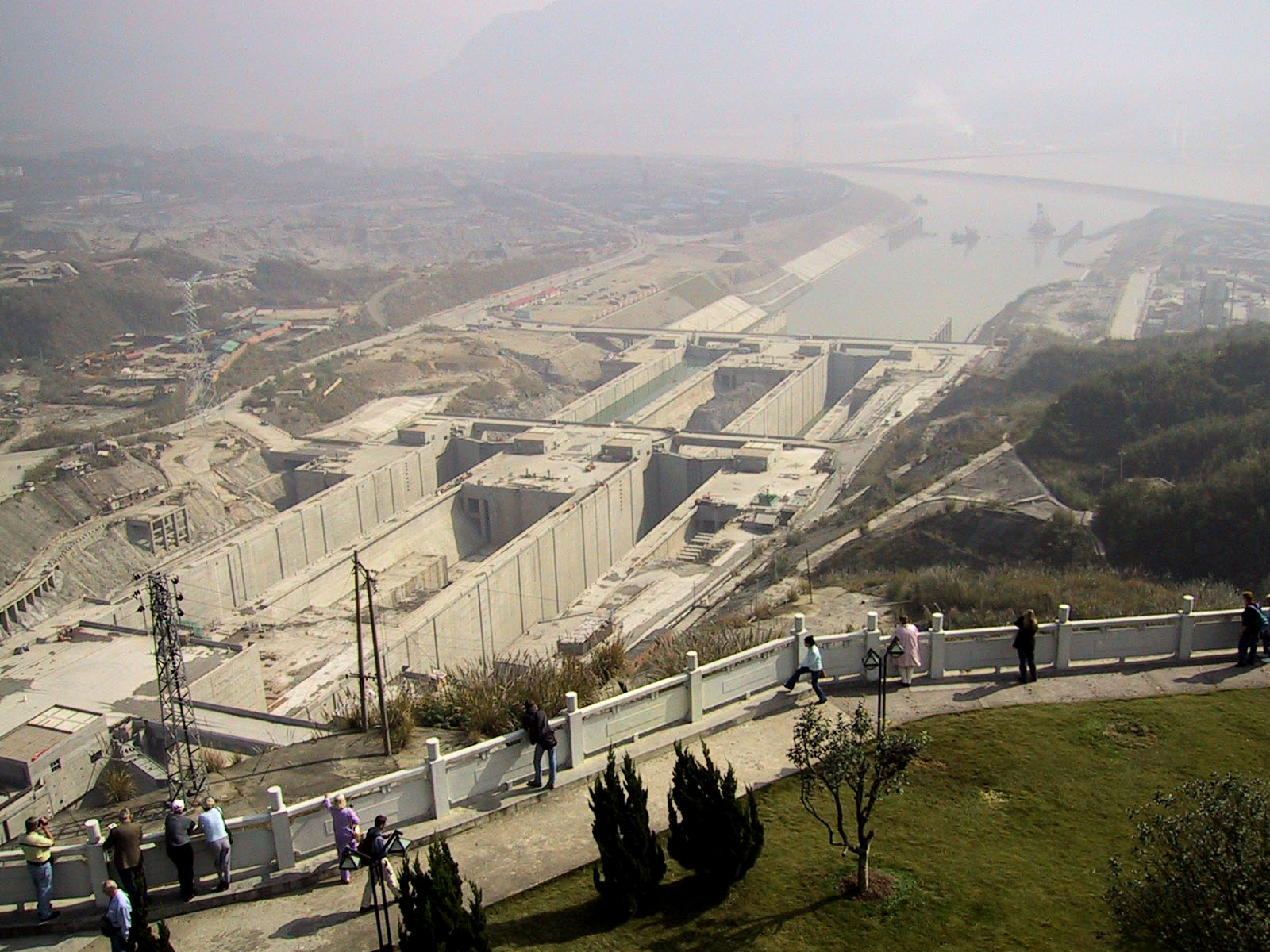
壇子嶺から東へ、5段ロックゲートを見下ろす
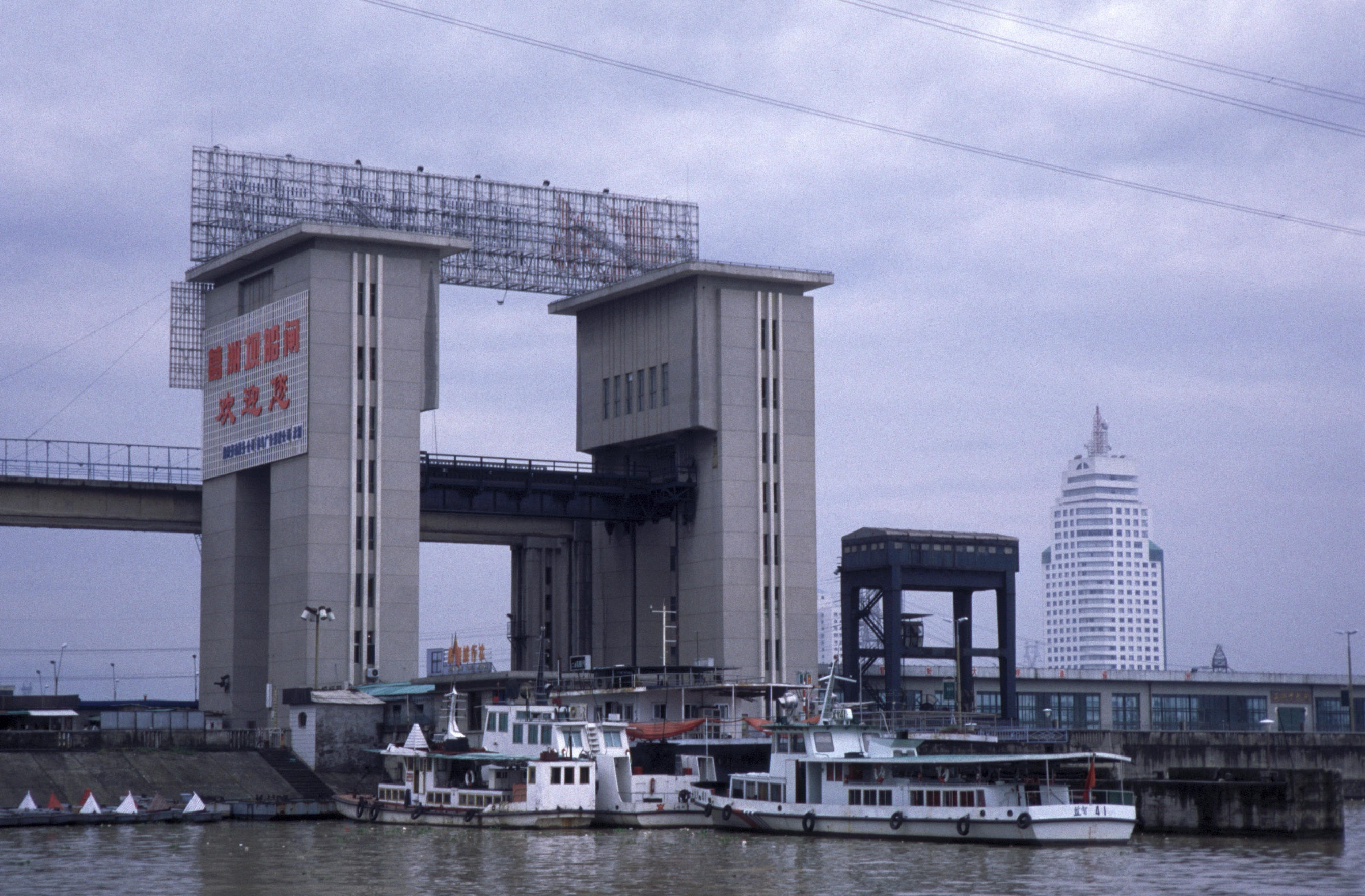
葛洲ダムと下り閘門入り口
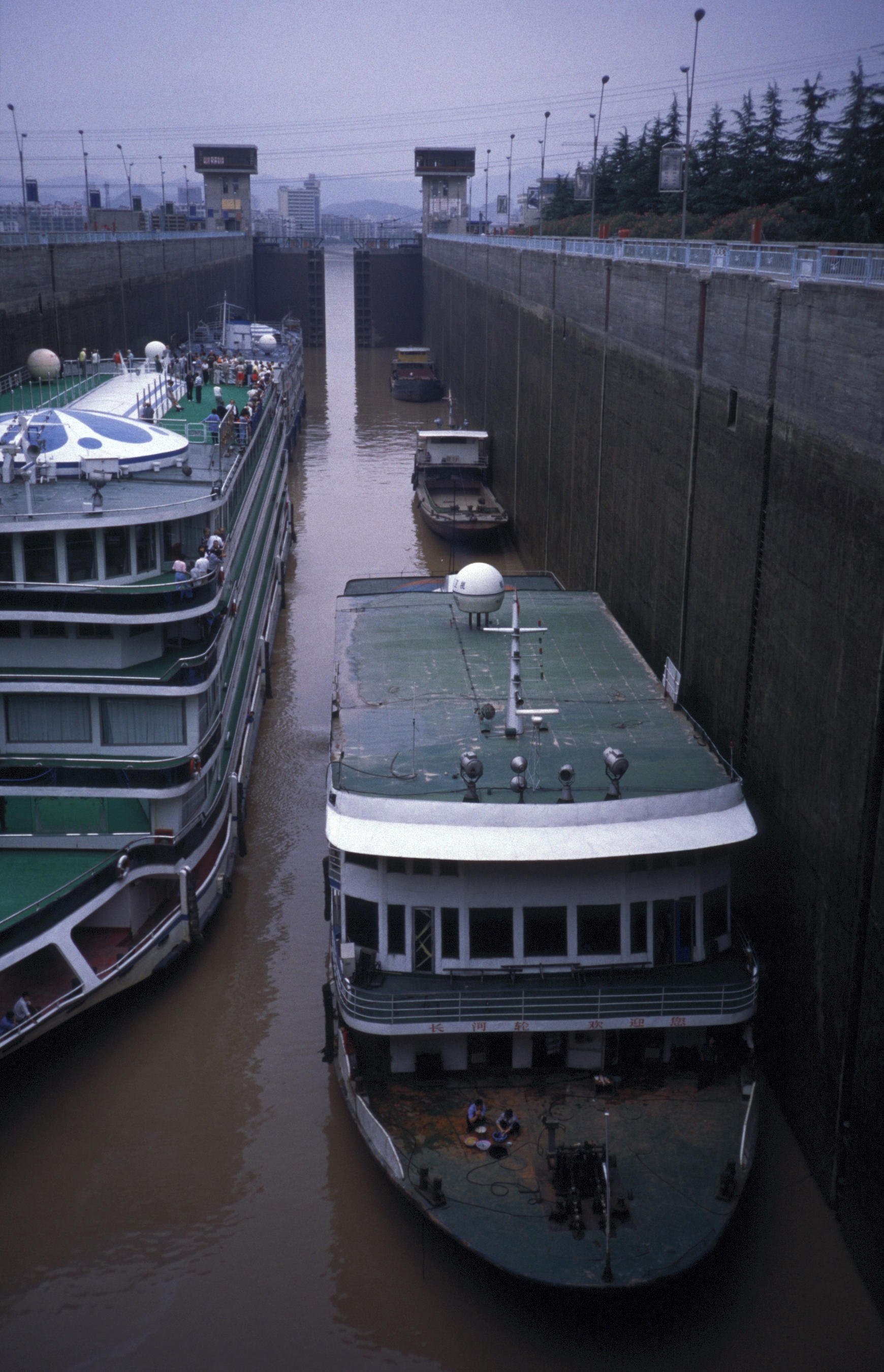
葛洲ダムの閘門を下る
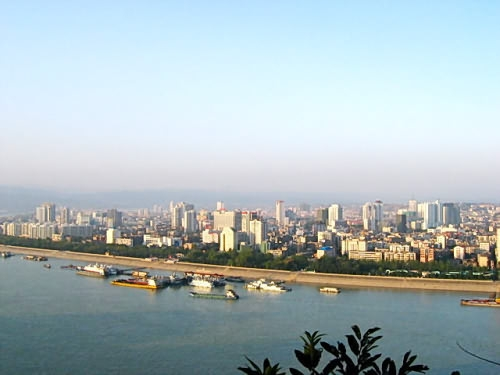
宜昌市の主要埠頭

## 交通
三峡下り、三峡上りはそれぞれ重慶市、湖北省宜昌市（または武漢市）がおもな出発点になる。重慶市と宜昌市との間の長江添いの村には鉄道や大きな道路はなく、長江の少し北に上海 - 武漢 - 重慶 - 成都への国道があって、そこから山越えの地方道で結ばれていた。最近長江から少し離れて南側に上海・重慶高速道路（G42 Shanghai–Chengdu Expressway）も建設され、また極く最近長江から少し離れて北側に上海・成都高速道路（G42 Shanghai– Expressway）が建設され、、2014年12月重慶の建設難所内（奉節 - 巫山）が完工して、全線が開通した。 

## 長江添い生活を垣間見る
長江に添って数日下っていると、長江添い生活、特に三峡ダム完成後の生活の現実を垣間見ることになる。

### 水の流れ
長江の水は重慶市では急流だが、三峡ダムの影響で白帝城あたりではすでに停滞しているように見えて、それ以降は山に囲まれた平地の細長い湖を航行するのでしばしば退屈で、支流の小三峡・小々三峡、神女渓、神農渓でも水は停滞しているように見える。

### 移住者の住むマンション群
三峡ダムの完成で140万人の住民が移住を余儀なくされることとなったといわれていて、そうした大勢の一部が住むマンション群が主要な村（町）である豊都、奉節、巫山などで見受ける。ビルは景観に配慮して、物を太陽に干せるテラスなどがないなど、生活する者にとっては異様に見えるものが多い。

### ゴミ
長江ではゆるやかな水の流れに乗って、プラスチック・ボトルやその他のゴミが相当量流れている。三峡ダム湖の東南隅では、発電機に害を与えないように、多量のゴミを集めているのが見える。

### 水生生物への影響
ダムの建設による水質汚染の結果で、水性生物、特に絶滅地危惧種へ影響が危惧されていた。揚子江川イルカはすでに絶滅が宣言されているが、武漢では中国科学院・水生生物研究所で飼育が研究されてきて、三峡川下りの一環として見学もできた。

### 事故
鉄道、トラックによる陸運が発展した現在も、長江上の水運は盛んで、様々な荷船・客船が行き交い、このため衝突事故もしばしば起っている。またおもに自然災害によると思われる事故もあり、2015年6月には突風により「三峡上り」の遊覧船が転覆・沈没した東方之星沈没事故でほぼ全乗組員・乗客の400余名が死亡している。

長江添い生活の写真アルバム
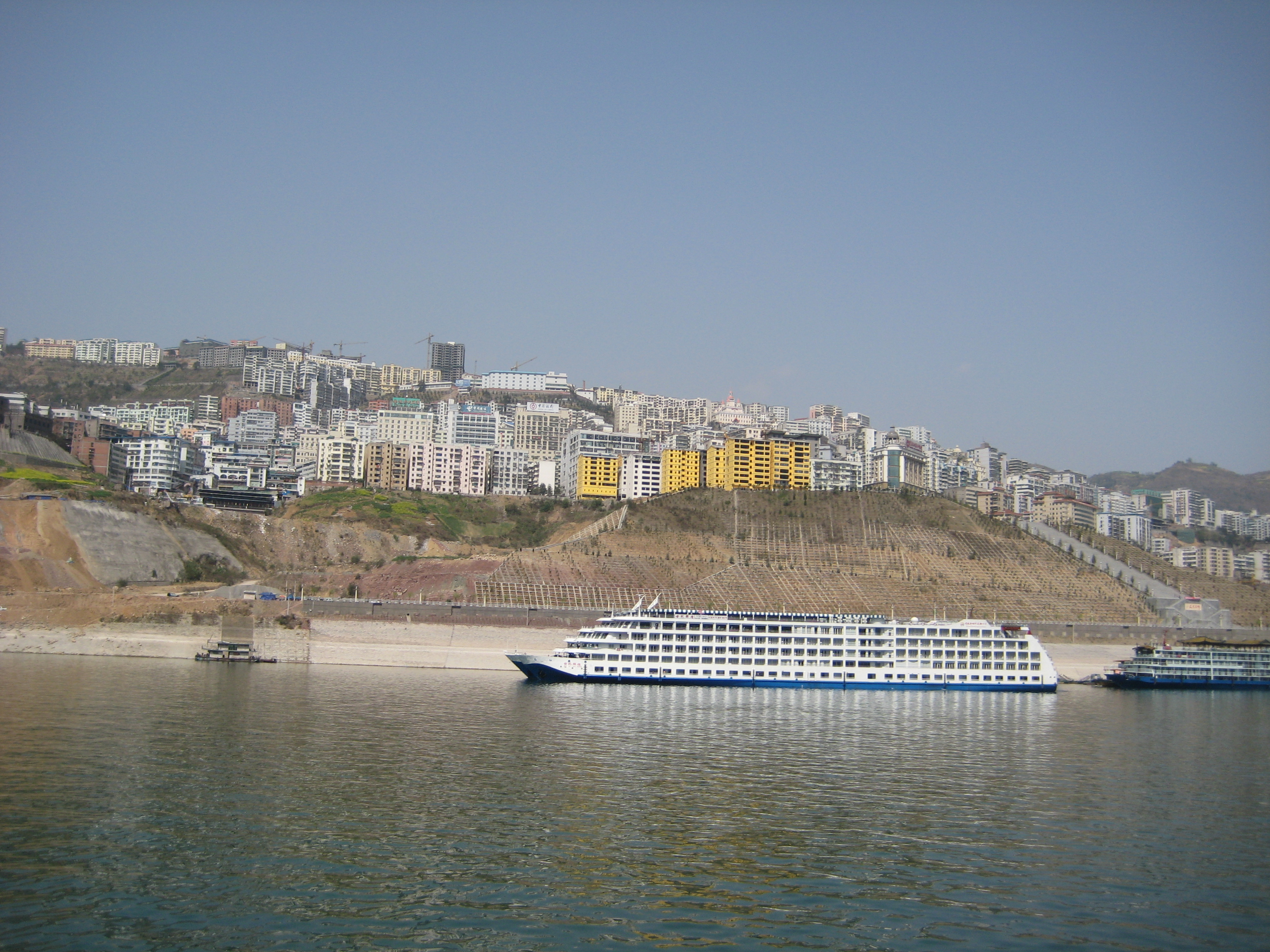
巫山にある移住者用マンション群
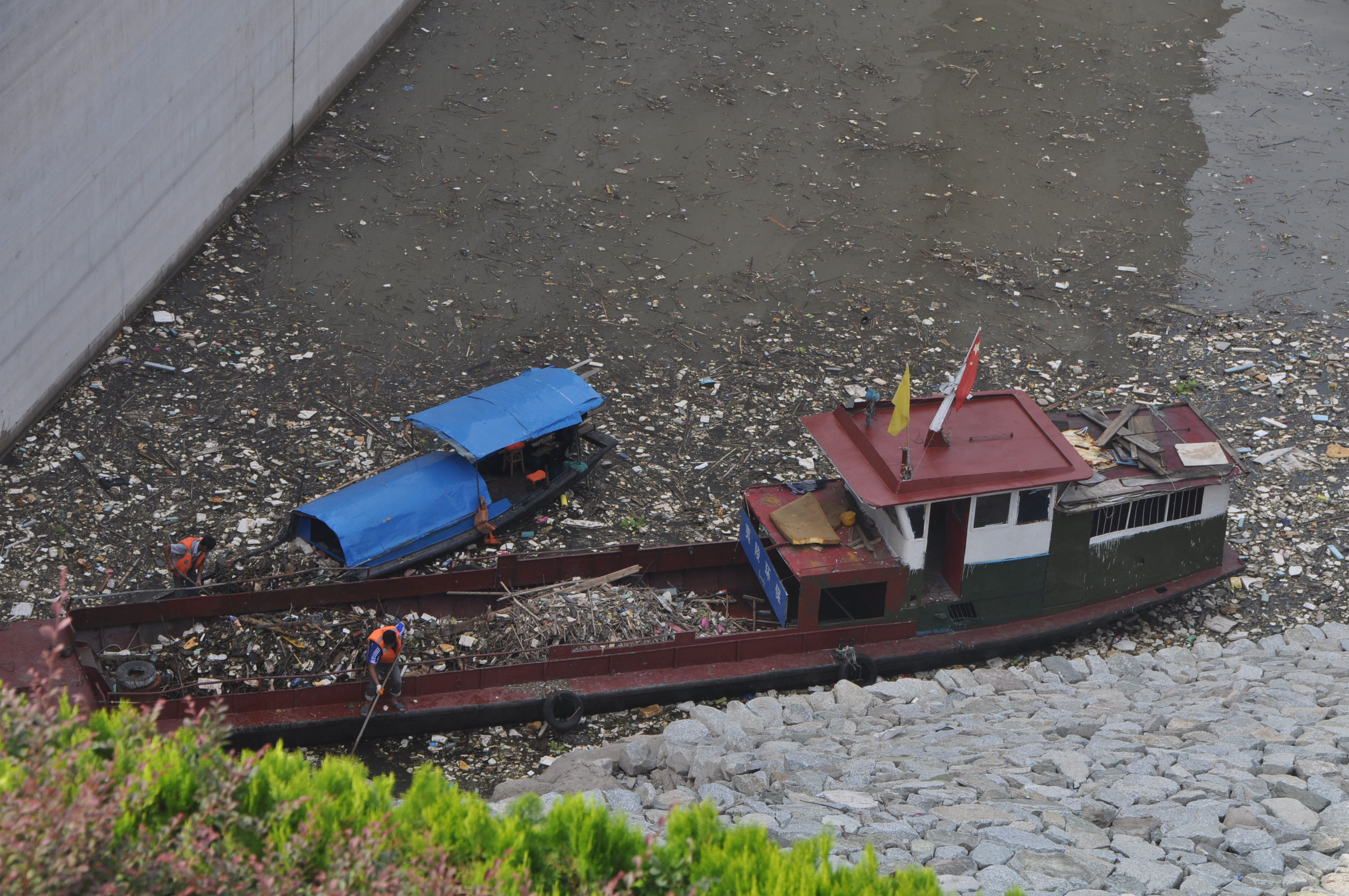
三峡ダム湖の東南隅でゴミを集める
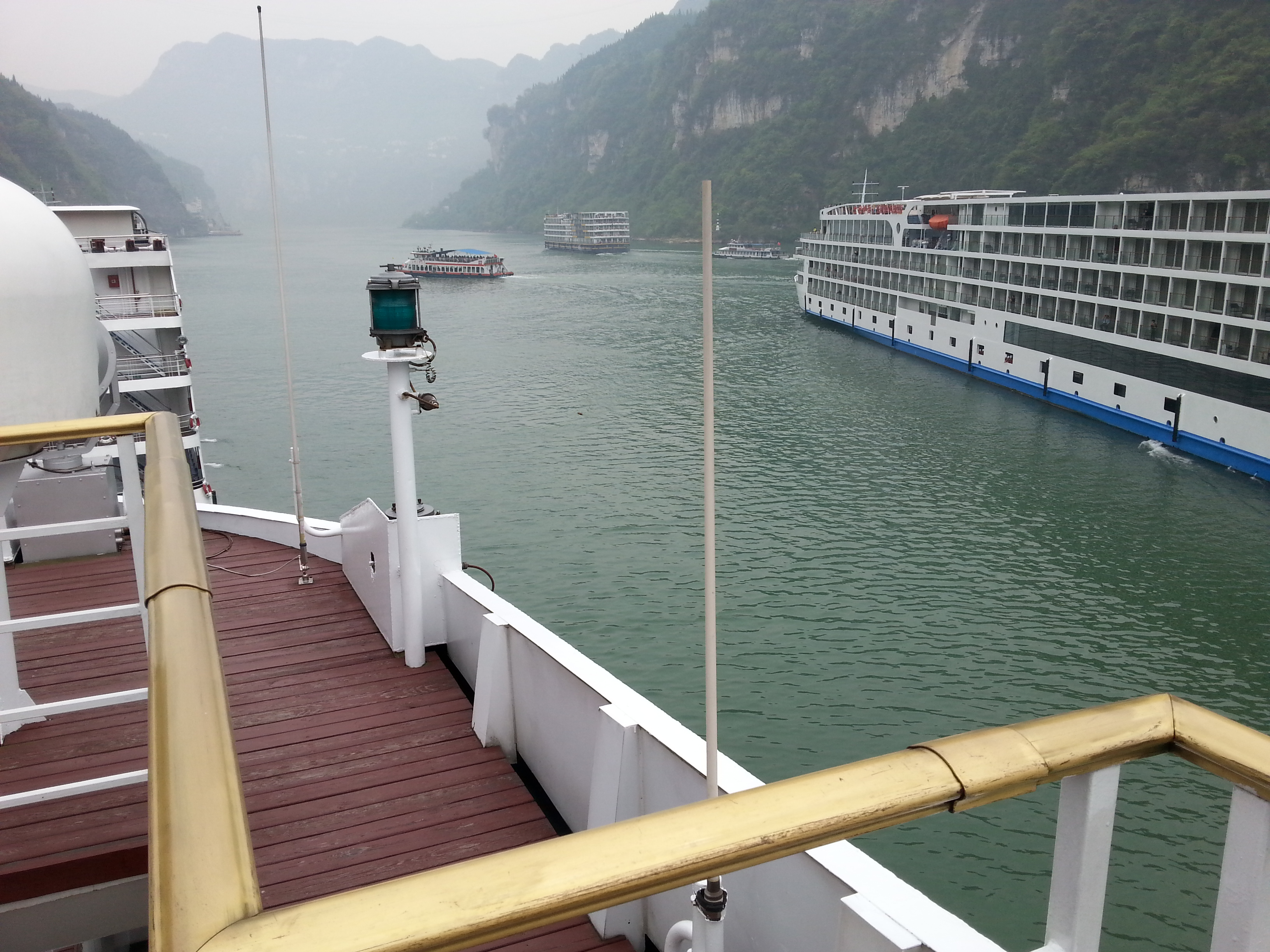
西陵峡を同時に通過する客船4隻と荷船2隻で、混雑している
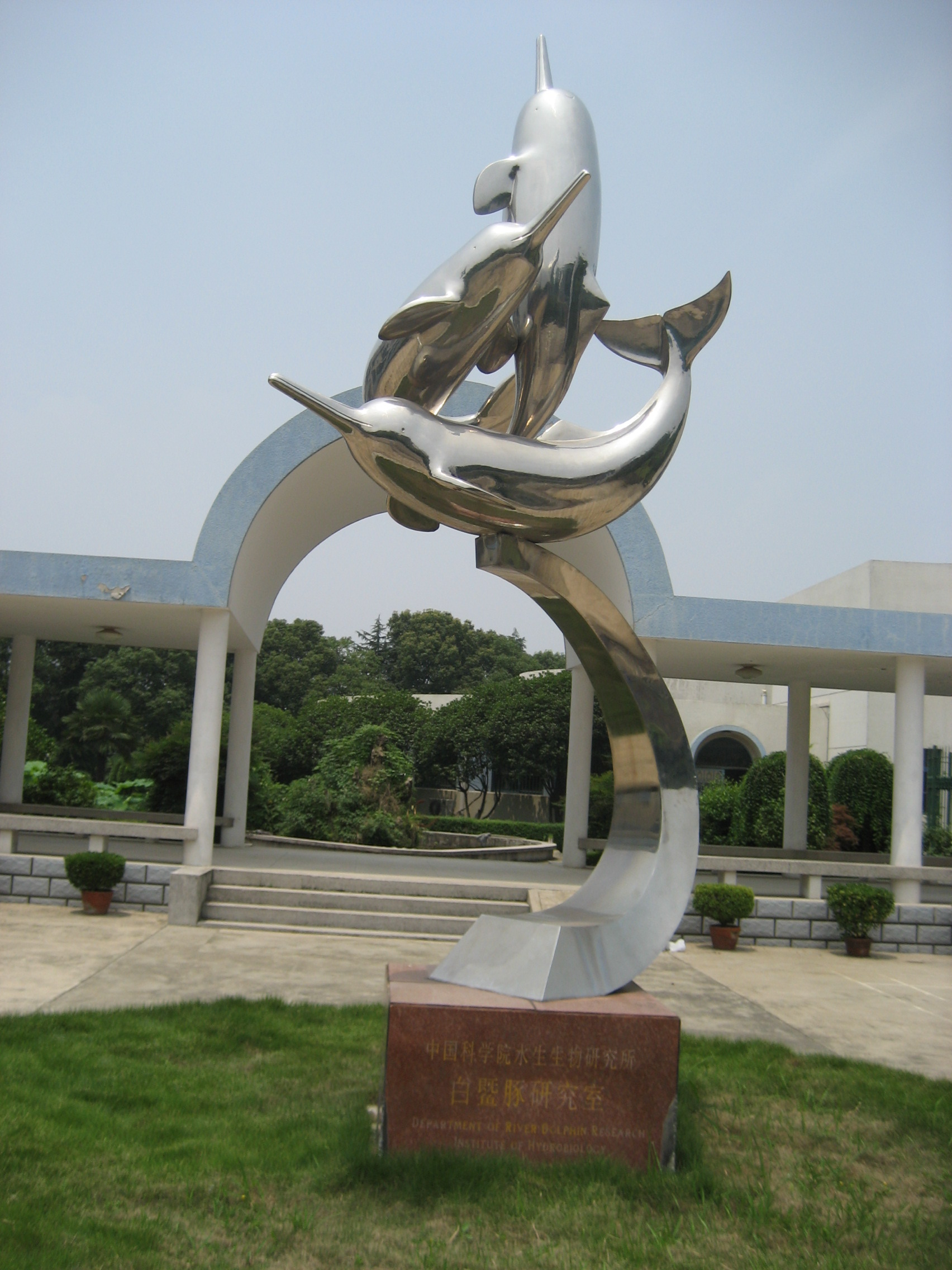
中国科学院・水性生物研究所（武漢）入口

## 文化
古来、長江三峡下りは文学にも取り上げられてきた。特に、唐の詩人・李白が白帝城から江陵（荊州市）までの旅を表した七言絶句『早発白帝城』が有名である。